# Бабич Валерій Петрович
Валерій Петрович Бабич' (нар. 19 серпня 1938, Свеса, нині Ямпільського району Сумської області) — український інженер-економіст, машинобудівник, доктор економічних наук, професор. Брат Володимира Бабича.

## Життєпис
Бабич Валерій Петрович народився 19 червня 1938 року в селищі Свеса, нині Ямпільського району Сумської області). Закінчив середню школу в селищі Свеса. В 1959 році закінчив Харківський інженерно-економічний інститут. З 1959 до 1961 рр. працював економістом на заводі транспортного машинобудування. Від 1964 року працював у Донецькому політехнічному інституті (нині технічний університет)асистентом, доцентом, професором. Від 1966 року працював заступником декана механічного факультетуту, в 1969—1978 рр. працював деканом інженерно-економічного факультету. В 1985—1991 рр. працював завідувачем кафедри економіки машино-будівної промисловості. Від 1991 року до 2000 працював професором кафедри менеджменту, пізніше — кафедри зовнішньо-економічної діяльності.
Наразі живе у місті Бостон (США). Його наукові інтереси пов'язані з розвитком економічної науки й освіти в Донецькій області. Бабич Валерій Петрович керував науково-дослідними роботами з проблем удосконалення систем зарплати і стимулювання працівників, брав участь у розробці проектів приватизації підприємств та обґрунтуванні концепції створення у Донецькій області вільних економічних зон.

## Досягнення
1984 рік — захистив наукове звання «Доктор економічних наук».
1985 рік — присвоєно наукову ступінь — професор

## Наукові роботи
1. Экономические проблемы нормирования и оплаты труда. К.; Д., 1982
2. Методические рекомендации по обоснованию и регулированию фонда оплаты труда приватизированного предприятия. Д.; Краматорск, 1994
3. На пороге цивилизации. К., 1996
4. Проблемы возрождения экономики и формирования цивилизованного общества в Украине // Доклады пленарного заседания региональной конференции «Проблемы и перспективы формирования цивилизовованного общества в Украине», 13–18 марта 1995. Д., 199
5. Методические основы регулирования оплаты труда на предприятии. Д., 1996